# Leonor de Tejeda
Leonor de Tejeda Mejía de Mirabal (Córdoba, 1574 - ca. 1640) fue una religiosa católica que fundó el primer convento de mujeres de la entonces Gobernación del Tucumán y del territorio de la actual Argentina. Fue también una pionera de la educación de niñas en la Argentina.

## Biografía
Fue hija del hacendado, militar y administrador colonial español Tristán de Tejeda y de Leonor Mejía Mirabal y, por consiguiente, nieta del conquistador Hernán Mejía de Mirabal. Era, además, tía de Luis de Tejeda, considerado el primer poeta argentino. Fue enviada a la ciudad de Chuquisaca.
En 1594, de regreso a Córdoba, contrajo matrimonio con el hacendado y militar Manuel de Fonseca y Contreras, dueño de grandes extensiones de tierras en la zona del valle de Calamuchita y de la fuerza de trabajo de los nativos allí afincados. Tras la muerte de su único hijo a la edad de dos años, junto a su esposo, Leonor planeó fundar un convento de monjas en Córdoba, y desde esa época abrió una escuela informal para niñas en su propia casa, donde ella era la principal maestra. En 1598, Fonseca fue enviado en misión oficial a Buenos Aires, de donde regresó enfermo y limitado en sus movimientos, por lo que se encerró en la ciudad, donde fue nombrado alcalde de primer voto del cabildo de la ciudad y continuó con los preparativos para la fundación del convento que su esposa ansiaba, construyendo un gran edificio para este fin.
En 1612 falleció Fonseca, con quien Leonor no había tenido hijos, de modo que los planes de la viuda tomaron otro aspecto: con apoyo del obispo Hernando de Trejo y Sanabria, se decidió a fundar un convento de hermanas de la orden de Santa Catalina de Siena. El primer problema que se presentó fue la falta absoluta de antecedentes canónicos para la erección del mismo; de hecho, ni siquiera tenían copia de las reglas de la orden, ni de ninguna otra orden religiosa femenina. Un sínodo diocesano especialmente reunido por el obispo permitió improvisar algunas normas generales en base a las de las carmelitas de Santa Teresa de Ávila, y pidió a Roma el envío de copias de la Regla de la orden.
El monasterio de Santa Catalina de Siena fue inaugurado el 2 de julio de 1613, día de la Visitación. Ese mismo año, Leonor fue ordenada como monja y nombrada priora y abadesa del convento, donde reunió quince niñas españolas de las que Leonor había educado en su casa, que quisieron ingresar al mismo. Para la fundación contaban con una Real Orden firmada por el rey Felipe III. El permiso papal para la fundación, junto con los estatutos del convento, llegaron solamente en 1625. En 1628, su hermano Juan fundó un convento de monjas carmelitas, el de Santa Teresa, que también quedó bajo la dirección de la misma Leonor de Tejeda, aunque en parte estaba fundado por monjas del de Santa Catalina que habían abandonado los hábitos.
Leonor de Tejeda falleció en Córdoba alrededor del año 1640.
Una calle de la ciudad recuerda a esta religiosa; por su parte, el convento de Santa Catalina, trasladado en 1639 a un solar ubicado a 50 metros de la Catedral, sigue existiendo y funcionando como tal.